# Nětčice (Zdounky)
Nětčice je vesnice, část obce Zdounky v okrese Kroměříž, ve Zlínském kraji. Nachází se asi 2,5 km na sever od Zdounek. Je zde evidováno 89 adres. Trvale zde žije 231 obyvatel.
Nětčice je také název katastrálního území o rozloze 5,03 km2.
Silnicemi je spojena se Zdounkami, Ratajemi a Troubkami.

## Název
Jméno vesnice bylo odvozeno od osobního jména Nětek nebo Nětka, což byly domácké podoby jména Nět(o)mír (v jehož základu je nietiti - "rozněcovat"). Význam místního jména byl "Nětkovi lidé". V některých písemných dokladech (včetně nejstaršího z roku 1349) a místním nářečí se objevuje i podoba Něčice.

## Historie
První písemná zmínka o vesnici pochází z roku 1349.

## Obyvatelstvo

### Struktura
Vývoj počtu obyvatel za celou obec i za jeho jednotlivé části uvádí tabulka níže, ve které se zobrazuje i příslušnost jednotlivých částí k obci či následné odtržení.
| Místní části   | Místní části | 1869 | 1880 | 1890 | 1900 | 1910 | 1921 | 1930 | 1950 | 1961 | 1970 | 1980 | 1991 | 2001 | 2011 | 2021 |
| -------------- | ------------ | ---- | ---- | ---- | ---- | ---- | ---- | ---- | ---- | ---- | ---- | ---- | ---- | ---- | ---- | ---- |
| Počet obyvatel | část Nětčice | 338  | 362  | 364  | 404  | 435  | 420  | 404  | 343  | 339  | 258  | 204  | 181  | 186  | 224  | 231  |
| Počet domů     | část Nětčice | 63   | 68   | 69   | 77   | 81   | 83   | 87   | 93   | 89   | 84   | 70   | 87   | 88   | 89   | 89   |

## Pamětihodnosti
- Pomník neštěstí
- Kaple Bolestné P. Marie
- Kříž

## Osobnosti
- František Lízal (1840–1900), starosta obce, předseda okresního silničního výboru ve Zdounkách a zemský poslanec
- Josef Bláha (1914–1943), pilot 313. československé stíhací peruti RAF